# Ernstville
Ernstville è un census-designated place della Contea di Washington, nello stato del Maryland, Stati Uniti d'America.